# Erzbistum Lingayen-Dagupan
Das Erzbistum Lingayen-Dagupan (lat.: Archidioecesis Lingayensis-Dagupanensis) ist eine auf den Philippinen gelegene römisch-katholische Erzdiözese mit Sitz in Dagupan City.

## Geschichte

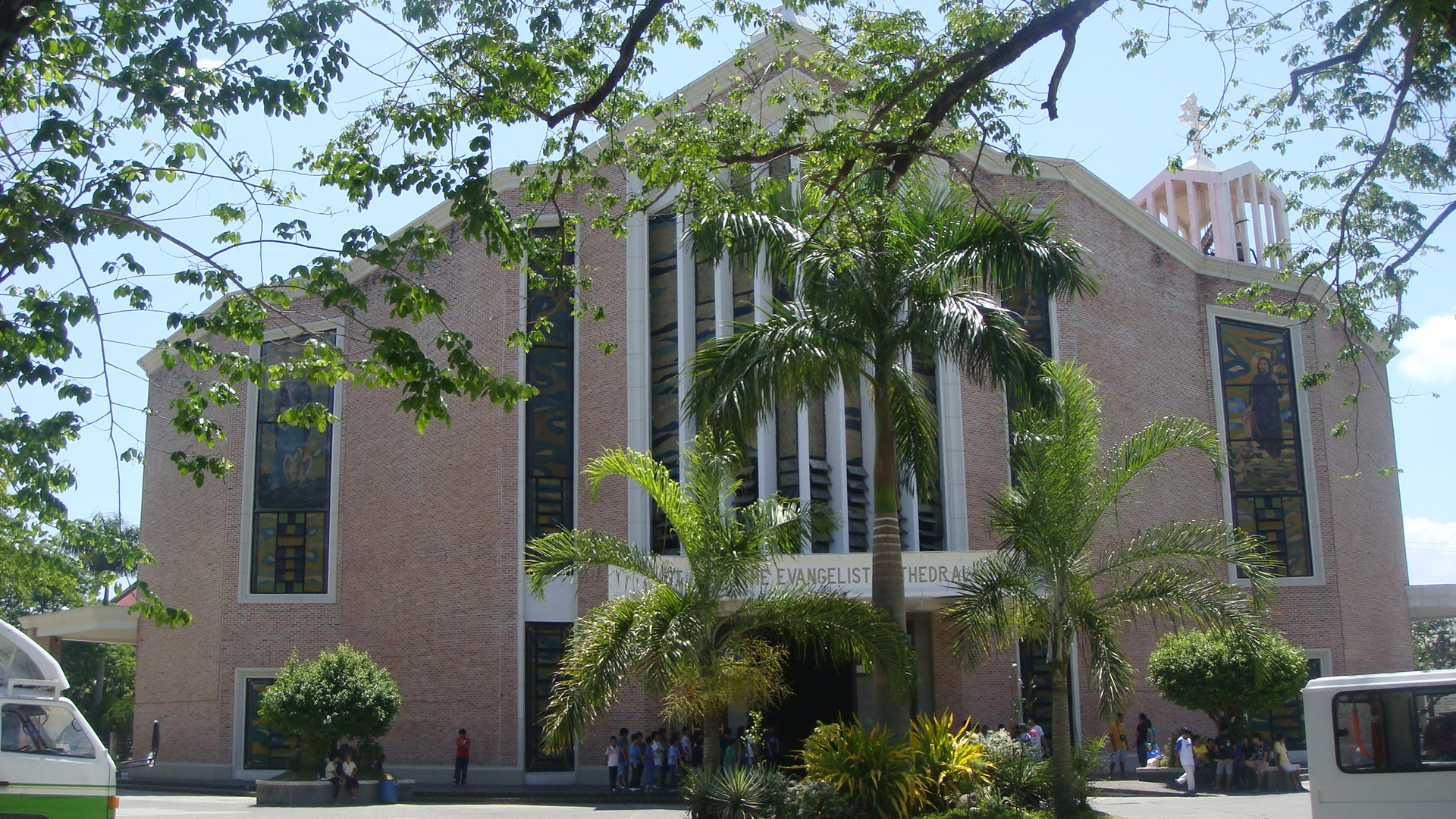
St. John’s Cathedral in Dagupan City

Das Erzbistum Lingayen-Dagupan wurde am 19. Mai 1928 durch Papst Pius XI. mit der Apostolischen Konstitution Continuam omnium aus Gebietsabtretungen des Bistums Nueva Segovia und des Erzbistums Manila als Bistum Lingayen errichtet und dem Erzbistum Manila als Suffraganbistum unterstellt. Am 11. Februar 1954 wurde das Bistum Lingayen in Bistum Lingayen-Dagupan umbenannt. Das Bistum Lingayen-Dagupan gab am 12. Juni 1955 Teile seines Territoriums zur Gründung der Territorialprälatur Iba ab. Weitere Gebietsabtretungen erfolgten am 16. Februar 1963 zur Gründung der Bistümer Cabanatuan und Tarlac.
Das Bistum Lingayen-Dagupan wurde am 16. Februar 1963 durch Papst Johannes XXIII. mit der Apostolischen Konstitution Exterior Ecclesiae zum Erzbistum erhoben. Am 12. Januar 1985 gab das Erzbistum Lingayen-Dagupan Teile seines Territoriums zur Gründung der Bistümer Alaminos und Urdaneta ab.
Das Erzbistum Lingayen-Dagupan umfasst den zentralen Teil der Provinz Pangasinan.

## Ordinarien

### Bischöfe von Lingayen
- Cesare Marie Guerrero, 1929–1937, dann Weihbischof in Manila
- Mariano Madriaga, 1938–1954

### Bischöfe von Lingayen-Dagupan
- Mariano Madriaga, 1954–1963

### Erzbischöfe von Lingayen-Dagupan
- Mariano Madriaga, 1963–1973
- Federico Limon SVD, 1973–1991
- Oscar Cruz, 1991–2009
- Socrates Buenaventura Villegas, seit 2009